# 1041 Asta
1041 Asta este un asteroid din centura principală, descoperit pe 22 martie 1925, de Karl Reinmuth.